# 1867年基隆海嘯
1867年基隆海嘯，是1867年（同治六年）發生於台灣基隆外海地震引發的大海嘯，造成基隆金山沿海嚴重傷亡。

## 歷史
1867年12月18日（清同治6年11月23日），基隆嶼附近發生有感地震，地震的震央在東經121.7度左右、北緯25.3度附近，約在基隆嶼東方500公尺左右的海底，地震發生後隨即引發海嘯，磺港、水尾邊波浪高到二丈（6.06 公尺），雞籠首當其衝，雞籠港港內的海水急速往外海退去，甚至露出海床；接著巨大波浪瞬間反撲，以驚人的速度猛衝街上，房屋傾倒，影響瑞芳、萬里、金包里（今新北市金山區）一帶沿海，山崩地裂，海水暴漲，屋宇破壞，溺數百人。
根據《淡水廳志》記載，阿瓦力茲（Alvarez）所著《福爾摩沙》（Formosa）一書有記載道：
|  | 1867年12月18日，北部地震更烈，災害亦更大，基隆城全被破壞，港水似已退落淨盡，船隻被擱於沙灘上，不久，水又復回，來勢猛烈，船被衝出，魚亦隨之而去，沙灘上一切被沖走。 |

估計此次地震規模約為7.0，而海嘯高度達8公尺。沿岸居民從700戶，剩下16戶，估計至少有數百人以上死亡。地震倒塌有數百戶民宅，沿岸浸水的家屋約有二百戶。
淡水貿易報告（Tamsui Trade Report,1881），韓威禮（William Hancock）的記載，雞籠、淡水海關署理稅務司雇員葛顯禮（Henry Kopsch）稱：地震當天雞籠有感地震約15次之多，在第一次有感地震之後15秒，雞籠成為一片廢墟。地震的威力可從雞籠港內的海水居然整個「潑出」港外，露出整片乾枯的海床看得出來。所幸當時沒有外國船舶在港內，但港內大小中式帆船，上一秒才停在乾海床上，下一秒就被捲回的巨浪擊沉，或被沖到市區壓毀了殘存的屋舍，居民忙著撿拾沖上岸的大量魚貨；此外，處處可見的地表變化，有的地面裂開後又合了起來；有處山坡裂成大峽谷，直到現在仍有含硫磺的熱溫泉流出，雞籠港碼頭下陷數英呎。

## 成因
關於該此海嘯原因，學者徐明同與蔡義本認為，海嘯原因主要由地震斷層所引起；吳祚任則認為是地震引發海底山崩造成。由於該次地震規模估計只有7.0，前中央大學地球物理研究所所長馬國鳳推測，可能是地震引發了海底山崩，而該次地震所造成海底破裂面走向與基隆海岸平行，加上海底斜率平滑使海浪易於上溯堆積，使海嘯波浪迎面撲向岸邊時造成災害如此嚴重，綜合了地震、山崩、火山爆發及海岸形狀等因素。